# ソクラテス
ソクラテス（ソークラテース、英語: Socrates、古代ギリシア語: Σωκράτης、古代ギリシア語ラテン翻字: Sōkrátēs、ギリシア語発音: [sɔːkrátɛːs]、紀元前470年頃 – 紀元前399年）は、アテナイ出身の古代ギリシアの哲学者である。西洋哲学の基礎を築いた人物の1人として、特に、西洋道徳哲学（倫理学）の伝統における最初期の道徳哲学（倫理学）者の1人として認識されている。謎めいた人物であり、ソクラテス自身は一切の著述を行わなかったため、弟子の主に彼の死後に執筆を行った古代の作者たち、特に彼の弟子のプラトンとクセノフォンの著作を通して知られている。 同年代の他の出典としては、アンティステネス、アリスティッポス、スフェトスのアエシネスの著作がある。劇作家のアリストファネスは、ソクラテスの存命中にソクラテスに言及した演劇を執筆した同年代の主な作家であるが、キオス島のイオンの断片である『旅行記』（英語: Travel Journal）は、ソクラテスの若さに関する重要な情報を提供している。
プラトンの対話篇は、古代から残されたソクラテスに関する最も包括的な著述であり、この著作により、倫理学と認識論の分野でのソクラテスの貢献が知られるようになった。ソクラテスのアイロニーやソクラテスの対話法、あるいはエレンコス（英語: elenchus、反対論証）を有名にしたのは、このプラトンが描いたソクラテスである。しかし、実在したソクラテスとプラトンの対話篇でのソクラテスの描写との違いに関しては、疑問が残されている。
ソクラテスは、後代の古代の哲学者たちと現代の哲学者たちに絶大な影響を及ぼした。芸術、文学、ポピュラーカルチャーの中でのソクラテスの描写により、ソクラテスは西洋哲学伝統の中で最も広く知られる人物の一人になった。現代の高等批評の立場からは、イエス・キリストはヘレニズム世界でギリシア哲学の影響を受けた哲学者でありソクラテスと似たような生涯を送ったが、イエスの場合は死後神として祭り上げられたという説もある（キュニコス派#キリスト教との関連）。
釈迦、キリスト、孔子と並び四聖人（四聖）に数えられる。

## 典拠と人物像

### 主な典拠
生前のソクラテスと直接面識・交流があった人物による、ソクラテスの言行・人物像について述べられたまとまったテキストで、今日まで伝わっているものとしては、ソクラテスの死後に書かれた、
- クセノポンによるソクラテス関連著作4篇。
  - 『ソクラテスの思い出』（メモラビリア）
  - 『ソクラテスの弁明』
  - 『饗宴』
  - 『家政論』（オイコノミコス）
- プラトンによる対話篇群。

がある。（他には、ソクラテス存命中に発表された喜劇作家アリストパネスの作品『雲』もあるが、こちらは戯画化された登場人物にソクラテスの名を冠しているだけで、実際のソクラテスの人物像理解にはあまり参考にならない。）
後世のテキストとしては、アリストテレスの『形而上学』第1巻におけるわずかな言及を除けば、約600年後に伝聞情報をまとめた、
- ディオゲネス・ラエルティオスの 『ギリシア哲学者列伝』

がある。
したがって、一般的にソクラテスの人物像や思想の推定は、クセノポンとプラトンの著作を土台とし、さらにディオゲネスの『列伝』情報で補強する形で行われる。

### クセノポンとプラトンが描く「ソクラテス像」の共通点と差異
クセノポンとプラトンが描いているソクラテスの人物像は、
- 金持ちではなく、質素で自制的な生活をしていた。
- 身体的および知的な鍛錬に勤めていた。
- 敬神家であり、ダイモニオンの諭しに従っていた。
- 「善き市民・国家運営者」を養成していくための各種様々な教育に熱心だった。（自分で教えられるものは自分で教え、自分で教えられないものはその道の専門家を紹介した。）
- 問答法のような明瞭かつ徹底した議論・検討・教授方法を好んだ。
- 特に「道徳・人倫に関わる抽象概念」の明確化を試みる議論を好んだ。（しかし、それは行き詰まることも多かった (アポリア)。）
- （報酬をもらって、富裕市民の子息などに教養・処世術・弁論術・論争術などを教授するソフィストとは異なり）無報酬で、誰とでも問答した。
- 彼を慕う国内外の仲間・友人（弟子）に囲まれ、彼らを益した。

など、概ね共通している。
しかし、決定的に異なるのが、クセノポンが『ソクラテスの思い出』（メモラビリア）の第4巻第7章において、ソクラテスが、
- 幾何学の内、測量に使える部分以外の高度な内容。
- 天文学の内、陸路・海路の旅、警備、時刻・時期を知ることに役立つ部分以外の高度な内容（星々の距離、軌道、原因など）。

といった有用性・実用性に欠けるものを学ぶことに賛成しなかった（他の哲学者たちのように、そうした「神々の領域」に踏み込むことは、不毛かつ良くない危険なことであり、その時間・労力を「人間の領分」における他の有用な学習・探求に当てるべきと考えた）と述べている点である。（同様な内容の記述は、同書の第1巻第1章などにも見られる。）
プラトンが対話篇で描くソクラテスは、クセノポンが描く場合と同じく敬神的ではあるものの、イデア論の萌芽が見える初期の『クラテュロス』の頃から徐々にプラトン自身の思想の代弁者となり、中期以降に至ってはピュタゴラス派やエレア派の徒と交わりながら、イデア論を展開したり、魂の肉体からの浄化（カタルシス）を主張したり、弁証術と並んで幾何学の教育の重要性を説いたり、宇宙や冥府の構造について盛んに言及したがるなど、イタリア半島的・アカデメイア的な哲学者然とした佇まいが顕著になるが、クセノポンが描く実際のソクラテス像は、もっと人間社会・国家にとっての有用性・実用性を重視し、実学を好んだ人物像となっている。（さらに、同書『思い出』の第3巻第8章・第4巻第6章などでは、ソクラテスにとっての（個別具体的な事物の中に存する）「美・善」とは、あくまでも人間にとっての個別具体的な様々な需要の充足性と不可分に結びついた、具体的かつ相対的なものであったこと、すなわちプラトンのイデア論とはむしろ対極的なものであったことが、述べられている。）
また、クセノポンはヘルモゲネスから聞いた話として、裁判前のソクラテスは、老齢によって身体・思考・記憶が衰え、これまでのような「善き生き方」を全うできなくなることへの懸念を持っていて、裁判を自分の人生の幕引きにはいい機会と捉えていたことを、『ソクラテスの思い出』や『ソクラテスの弁明』で暴露しており、そうした面には触れずに「愚かな大衆に追いやられた悲劇的な死」を印象付けるプラトンの描き方とは一線を画している。（また、実際にソクラテスが「老齢に引っ張られて思考・記憶が衰える」と考えていたとすると、「身体から独立した不滅の魂」を主張するプラトンの思想、中でも特に、『パイドン』等で述べられているように、全人生をかけて人間（哲学者）として最高度に魂を鍛えてイデアの想起（アナムネーシス）と身体からの浄化（カタルシス）を行ってきたはずの、プラトンが描くソクラテス像にとっては、矛盾した都合の悪い事実となる。）

## 生涯

### 生い立ち
父は彫刻家ないし石工のソプロニスコス、母は助産婦のパイナレテとされる。アテナイに生まれ、生涯のほとんどをアテナイに暮らした。彼はペロポネソス戦争において、アテナイの植民地における反乱鎮圧としてのポテイダイア攻囲戦、ボイオティア連邦との大会戦デリオンの戦いで重装歩兵として従軍した。青年期には自然科学に興味を持ったとの説もあるが、晩年は倫理や徳を追求する哲学者としての生活に専念した。

### 思想形成
プラトンの『ソクラテスの弁明』においてソクラテスが語ったところによると、彼独特の思想・スタイルが形成されるに至った直接のきっかけは、彼の弟子のカイレフォンが、デルポイにあるアポロンの神託所において、巫女に「ソクラテス以上の賢者はあるか」と尋ねてみたところ、「ソクラテス以上の賢者は一人もない」と答えられたことにある。これを聞いて、自分が小事・大事ともに疎くて賢明ではない者であると自覚していたソクラテスは驚き、それが何を意味するのか自問した。さんざん悩んだ挙句、彼はその神託の反証を試みようと考えた。彼は世間で評判の賢者たちに会って問答（エレンコス、ἔλεγχος）することで、その人々が自分より賢明であることを明らかにして神託を反証するつもりであった。
しかし、実際に賢者と世評のある政治家や詩人などに会って話してみると、彼らは自ら語っていることをよく理解しておらず、そのことを彼らに説明するはめになってしまった。それぞれの技術に熟練した職人達ですら、たしかにその技術については知者ではあるが、そのことを以って他の事柄についても識者であると思い込んでいた。
こうした経験を経て、彼は神託の意味を「知らないことを知っていると思い込んでいる人々よりは、知らないことを知らないと自覚している自分の方が賢く、知恵の上で少しばかり優っている」ことを指しているのだと理解しつつ、その正しさに確信を深めていくようになり、更には、「神託において神がソクラテスの名を出したのは一例」に過ぎず、その真意は、「人智の価値は僅少もしくは空無に過ぎない」「最大の賢者とは、自分の知恵が実際には無価値であることを自覚する者である」ことを指摘することにあったと解釈するようになる。こうして彼はその「神意」に則り、それを広める「神の助力者」「神への奉仕」として、ソフィスト達のように報酬を受け取るでもなく、家庭のことも省みず、極貧生活も厭わずに歩き廻っては出会った賢者たちの無知を指摘していくことをライフワークとするようになる。
これらの説明をそのまま鵜呑みにするならば、後世への影響のあり方はさておき、知恵の探求者、愛知者としての彼の営みそのものは、その旺盛な知識欲や合理的な思考・態度とは裏腹に、「神々（神託）への素朴な畏敬・信仰」と「人智の空虚さの暴露」（悔い改めの奨励、謙虚・節度の回復）を根本動機としつつ、「自他の知見・霊魂を可能な限り善くしていく」ことを目指すという。(彼の知の探求と神々への畏敬の関係は動機と手段の関係とも、手段と動機の関係とも言える)
（古代ギリシャの伝統的な世界観・人間観では、例えばヘシオドスの『神統記』に、嘲笑的に「死すべき人間たち」という表現が繰り返し出てくること等からもわかるように、「世界を司り、恒久的な寿命と超人的な能力を持つ」神々に対し、人間は「すぐに死に行くはかなく無知な存在」「神々には決してかなわない卑小な存在」と考えられていた。また、ソクラテスも影響を受けたデルポイのアポロン神託所、その入り口に「汝自身を知れ」（分をわきまえろ、身の程を知れ）や「度を越すことなかれ」といった言葉が刻まれていることからもわかるように、古代ギリシャ人にとっては、「節制」（節度）がとても重要な徳目であった。ソクラテスの思想・言動は、基本的にはこれら古代ギリシャ当時の伝統的な考え方に則り、それを彼なりに継承・反復したものだったと言える。）

### 裁判と刑死

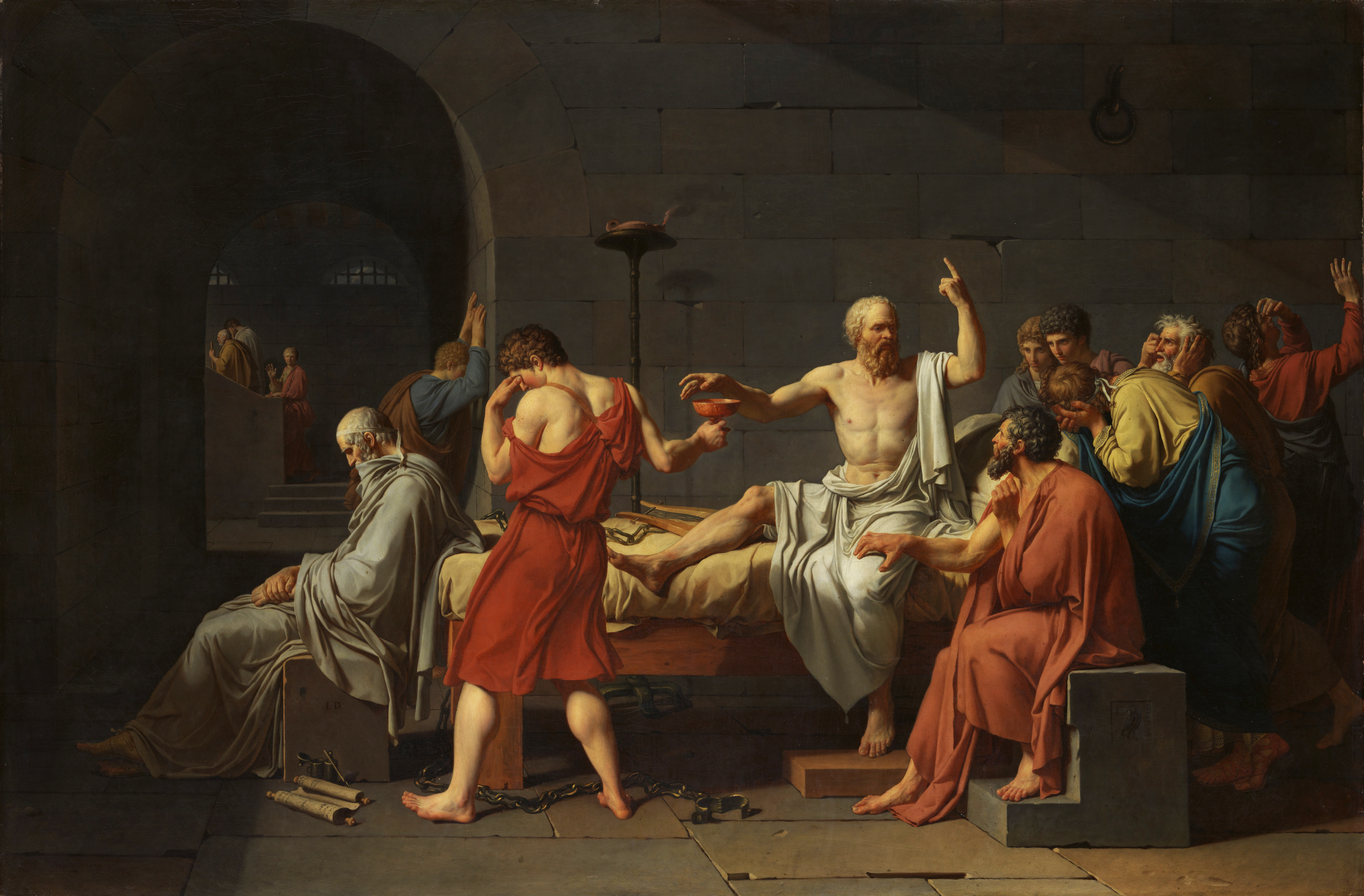
ソクラテスの最期を描いた『ソクラテスの死』（ジャック＝ルイ・ダヴィッド画、1787年）

ソクラテスは当時、賢人と呼ばれていた政治家や詩人達、さらには手工者をはじめとして、様々な人を次々に訪ね、「アポロンの宣託の通り自分が最も知恵があるのかどうか」を検証するために対話を行なった。その結果、彼らの無知に対する無自覚ぶりと、無知を自覚している自分の優越性、神託の正しさを確信し、決意と使命感を持ってその活動にのめり込んでいくこととなり、ソクラテスが賢者であるという評判が広まる一方で、無知を指摘された人々やその関係者からは憎まれ、数多くの敵を作ることとなり、誹謗も起こるようになった。更に、暇を持て余した富裕市民の息子達はソクラテスを面白がって追い回し、その試問を傍聴し、その中からは影響されて試問を模倣する者達も現れ、そんな青年達の試問の餌食となった人々もまた、ソクラテスへの憎悪を募らせることとなった。
又、そんなソクラテスを、喜劇作家のアリストパネスが『雲』において、「地下ならびに天上の事象を探求し、悪事を曲げて善事となし、かつ他人にもこれらのことを教授する。」といった、自然哲学者とソフィストを混ぜ合わせたような怪しい人物として描いて揶揄し、大衆にその印象を広めたり、ペロポネソス戦争で講和を破って戦争を再開した挙句、敵国スパルタに亡命し、アテナイの敗北を招いたアルキビアデスや、その後の三十人政権の指導者となったクリティアスなどが、ソクラテスに教えを施された弟子であったと見なされていたことも、ソクラテスを攻撃する絶好の口実となった。
このため、ソクラテスは「アテナイの国家が信じる神々とは異なる神々を信じ、若者を堕落させた」などの罪状で公開裁判にかけられることになった。アテナイの500人の市民がソクラテスの罪は死刑に値すると断じた。原告は詩人のメレトスで、政界の有力者アニュトスらがその後ろ楯となった。しかし、ソクラテスの刑死の後、（ソクラテス自身が最後に予言した通り）アテナイの人々は不当な裁判によってあまりにも偉大な人を殺してしまったと後悔し、告訴人たちを裁判抜きで処刑したという。告訴の背景には、上記の他にもペロポネソス戦争とその後の暴政（三十人政権）など複雑な事情があったと考えられる。
ソクラテスは自身の弁明（ソクラテスの弁明）を行い、自説を曲げたり自身の行為を謝罪することを決してせず、追放の手も拒否し、結果的に死刑（毒殺刑）を言い渡される。票決は2回行われ、1回目は比較的小差で有罪。刑量の申し出では常識に反する態度がかえって陪審員らの反感を招き大多数で死刑が可決された。
神事の忌みによる猶予の間にクリトン、プラトンらによって逃亡・亡命も勧められ、またソクラテスに同情する者の多かった牢番も彼がいつでも逃げられるよう鉄格子の鍵を開けていたが、ソクラテスはこれを拒否した。当時は死刑を命じられても牢番にわずかな額を握らせるだけで脱獄可能だったが、自身の知への愛（フィロソフィア）と「単に生きるのではなく、善く生きる」意志を貫き、票決に反して亡命するという不正を行なうよりも、死と共に殉ずる道を選んだとされる。
紀元前399年、ソクラテスは親しい人物と最後の問答を交わしてドクニンジンの杯をあおり、従容として死に臨んだ。この顛末は、弟子であるプラトンの著作『ソクラテスの弁明』『クリトン』『パイドン』にくわしく書かれている。（ただし『パイドン』は、中期の作品であり、プラトン自身の思想がかなり強く反映されている。）

### 弟子について
ソクラテスには、カイレポン、クリトブロス、アポロドロス、ヘルモゲネス、シミアス、ケベス、プラトン、アリスティッポス、アンティステネス、アイスキネス、エウクレイデス、パイドン、クセノポン、アルキビアデス、クリティアス等々、「弟子」と看做されている人々が数多くいるが『ソクラテスの弁明』によると、ソクラテス自身は「使命を果たさんとして語るとき、誰かそれを聴くことを望む者があれば、青年であれ老人であれ、何人に対してもそれを拒むことはなかった」「（報酬を貰って教えるソフィスト達とは違い）貧富の差別なく何人の質問にも応じ、問答してきた」だけであって「かつて何人にも授業を約束したことも授けたこともなく」「いまだかつて何人の師にもなりはしなかった」と考えていた。

### 家族について
ソクラテスの家族については、クセノポンやプラトンの著作でも一部言及されているが、ディオゲネス・ラエルティオスの『ギリシア哲学者列伝』のうち、ソクラテスについて記述した第2巻第5章に、特に詳細にまとめられている。
それによると父親は石工（彫刻家）ソプロニスコス、母親は産婆パイナレテであり、アテナイのアロペケ区で生まれ育った。
妻はクサンティッペと、「義人」ことアリステイデスの娘ミュルトの2人であったとされる。2人の妻がいたのは、当時のアテナイが人口不足を解消するために議決した一夫多妻政策（法律上の妻は1人に限るが、ほかの女性との間に子供を設けてもよい、とする措置）に沿ったものであったとされる。クサンティッペ、ミュルトいずれが正妻であったか、またどの順で結婚したか、あるいは同時に結婚したのであるかどうかは定かでなく、『列伝』ではそれらの諸説が併記されている。
クサンティッペとの間にランプロクレス、ミュルトとの間にソプロニスコス、メネクセノスの、計3名の息子をもうけた。
クサンティッペは口やかましく激情的な性格だったことが各資料の記述からうかがえ、『列伝』の他にも、プラトンの『パイドン』での大声で泣きわめく記述や、クセノポンの『ソクラテスの思い出』第2巻第2章での母親の口やかましさに反抗する息子ランプロクレスを諭すソクラテスの記述、同じくクセノポンの『饗宴』第2章にてアンティステネスがソクラテスに妻クサンティッペについて問い質す記述がある。

## 思想
ソクラテスの思想は、内容的にはイオニア学派の自然哲学者たちに見られるような、唯物論的な革新なものではなく、「神のみぞ知る」という彼の決まり文句からもわかるように、むしろ神々への崇敬と人間の知性の限界（不可知論）を前提とする、極めて伝統的・保守的な部類のものだと言える。「はかない人間ごときが世界の根源・究極性を知ることなどなく、神々のみがそれを知る、人間はその身の丈に合わせて節度を持って生きるべき」という当時の伝統的な考え方の延長線上に彼の思想はある。
それにも拘らず、彼が特筆される理由は、むしろその保守性を過激に推し進めた結果としての、「無知の自覚」を背景とした、「知っていることと知らないこと」「知り得ることと知り得ないこと」の境界を巡る、当時としては異常なまでの探究心・執着心 、節制した態度 にある。「人間には限界があるが、限界があるなりに知の境界を徹底的に見極め、人間として分をわきまえつつ最大限善く生きようと努める」、そういった彼の姿勢が、その数多くの内容的な欠陥・不備・素朴さにもかかわらず、半端な独断論に陥っている人々よりは思慮深く、卓越した人物であると看做される要因となり、哲学者の祖の一人としての地位に彼を押し上げることとなった。
ディオゲネス・ラエルティオスの『ギリシア哲学者列伝』第1巻序章の記述によると、イオニア学派が始めた「自然哲学（自然学）」、イタリア学派（ピュタゴラス派・エレア派）が始めた「数理哲学・論理哲学（論理学）」に対して、ソクラテスは第3の哲学としての「道徳哲学（倫理学）」の祖に位置付けられる。
ソクラテスが後世に名をはせることになった理由としては、彼の弟子の中に、古代ギリシャの哲学者にして著述家であり、アカデメイアの創設者でもあるプラトンがいたこと、そして、そのプラトンが自身の著作の中心的な登場人物として、師であるソクラテスを用いたことを、挙げることができる。
また彼の弟子達の多種多様な思想展開からもわかるように、着眼点によって様々な解釈が可能な、多面的な性格を持ち合わせていた思想家であったとも言える。ちなみに、相当皮肉屋な人物であったようで、死刑が確定し、妻のクサンティッペが「無実の罪で死ぬなんて!」と嘆いた時も、「じゃあ僕が有罪で死んだほうがよかったのかい?」といったといわれる。

### 環境・時代背景
ソクラテスの一見わかりづらい思想態度を理解するには、彼の生きた当時の時代背景や、ギリシャ世界におけるアテナイの立ち位置を知ることが、いくらか助けになる。
まず、彼に先行する哲学者やソフィスト達は、ほとんどがアナトリア半島（小アジア半島）沿岸や黒海周辺、あるいはイタリア半島の出身であり、ギリシャ世界における知的活動は、こういった植民市・辺境地によって先導されてきたものであり、アテナイを含むギリシャ中心地域は、それと比べると、古くからの神話や伝統に依存した保守的な土地柄であったという全体像を確認しておく必要がある。
ソクラテスが生きた紀元前5世紀当時のアテナイは、ペルシャ戦争を経てギリシャ世界の中心地としての地位を確立し、最盛期を迎えると共に、徹底した民主政が確立された時代から、ペロポネソス戦争の敗戦後状況による社会的、政治的混乱を経て没落していく時代にまたがっている。当然そこには、辺境地の哲学者達の知識や、優秀なソフィスト達が集まってくるし、民主政における処世術や弁論術を学ぶべく、彼らは歓迎されることになる。こうして古くからの神話・伝統に寄りかかった旧秩序が崩れ、徳・弁論術の講釈に長けたソフィスト達、唯物論・無神論的な自然哲学者（『ソクラテスの弁明』においては、アナクサゴラスがその代表として持ち出される）の知識などが新旧入り乱れ、アテナイの知的環境は混乱する。
ソクラテスの思想は、こういった引き裂かれた知的混乱状況の中、アテナイ人としての保守性と知的好奇心・合理的思考の狭間で揺れ動きつつ、どれにも与し得ないまま、誰の意見もが無知・思い込みを孕んだ怪しいものであることの経験的発見と、神々への信仰心が独特な形で結びつくことで成立したものだと言える。そのため、彼の思想的立場は、アテナイの保守層とも、外来・辺境のソフィスト・哲学者とも合致せず、そのどれに対しても相対的で、「無知の知」を投げかける特殊なものとなっている。
しかし、ペロポネソス戦争の敗戦とその後の三十人政権による恐怖政治に対する怨念が渦巻くアテナイでは、ソクラテスは他のソフィストや唯物論・無神論哲学者達と同類の、アテナイを堕落させた危険思想家の一人と看做され、政治的に敵視されることとなり、ソクラテスは裁判にかけられ、（死を恐れないと豪語し自説を決して曲げない姿勢が心象を悪くしたこともあって）死刑となる。

### 無知の自覚
ソクラテスはアポロンの託宣を通じてもっとも知恵のある者とされた。ソクラテスはこれを、自分だけが「自分は何も知らない」ということを自覚しており、その自覚のために他の無自覚な人々に比べて優れているのだと考えたとされる。その結果、彼は知者を僭称する独断論者たちの無知を暴くための論争に明け暮れることになる。
彼の「無知の自覚」（近年では、無知の知とは誤解で、「不知の自覚」とも訳される）を背景とした知・無知に対するこだわり（とその効用）は、『ソクラテスの弁明』の終盤、死刑が確定した後の、死についての自身の見解を聴衆に語るくだりにおいて鮮明かつ象徴的に見て取ることができる。彼はそこで、（後に弟子のプラトンがオルペウス教（ピタゴラス教団）的な輪廻転生説に嵌っていくのとは対照的に）死後のことについては一切わからないという不可知論の立場を採る （死刑確定前の弁明においても、「死後のことを知っている者など誰もいないのに、人々はそれを最大の悪であるかのように恐れる。それは自ら知らざることを知れりと信ずる無知であり、賢くないのに賢人を気取ることに他ならない。私は死後のことについては何も知らない代わりに、知っていると妄信もしない。」といった趣旨の発言をしており、ソクラテスがここに相当のこだわりを持っていたことがうかがえる）。しかし一方で、彼は死は自身にとって、禍ではなく、一種の幸福であると言う。なぜなら、死後については二説あって、唯物論者たちの言うように、死が虚無に帰することであり、全ての感覚の消失であるならば、それは人生において他の昼夜より快適だった夢一つ見ない熟睡した夜のごときものであろうし、他方で冥府（ハデス）があるとしたならば、そこで真誠な半神たちによる裁判を受けることができるし、ホメロスやヘシオドスと交わったり、オデュッセウスやシシュフォスと問答することもできる、どちらにしろ幸福である、というわけである。であるがゆえに、死を恐れて不正な裁判に屈することなどなく、善き生を貫徹できるし、善き生を貫徹した者は、死に際しても幸福である。
このように、死後については「知らない」が、それを自覚しているがゆえに、それについての諸説を冷静に「知る」ことができるし、ひいてはどちらに転んでも自分や善き生を送った者にとって幸福であることも「知る」ことができ、だから死を恐れずに善き生をまっとうできる、対照的に、知に対する節度をわきまえない独断論者たちは、どこかでつまずき、知りもしないことに踊らされ、翻弄され、そうはならない、といった具合に、「善き生」と「無知の知」はひとつの円環を成し、「無知の知」は「善き生」にとっての必須条件となっている。
ただし、ここでもその前後で「ダイモニオン」による諫止がなかったからこの死は善いことであるとか、「善人に対しては生前にも死後にもいかなる禍害も起こりえない、また神々も決して彼の事を忘れない」ことを真理と認める必要があるとか付言していることからもわかるように、ソクラテスの「無知の知」を背景とした抑制した態度は、単なる不可知論や相対主義に終始するものではなく、また論理的帰結のみに頼るものでもなく、常にそこを補う神々への素朴で楽観的な信仰などの「独断」と抱き合わせで成り立っていることに注意が必要と言える。ソクラテスの思想には全般にわたってこういった二面性が孕まれている。
また一般に、ソクラテスは対話を通じて相手の持つ考え方に疑問を投げかける問答法により哲学を展開する。その方法は自分ではなく相手が知識を作り出すことを助けるということで「産婆術（助産術）」と呼ばれている。ソクラテスのもちいた問答法は、相手の矛盾や行き詰まりを自覚させて、相手自身で真理を発見させた。こうして知者と自認する者の無知を晒させた。こういった、意図を隠したとぼけた態度は、エイロネイア（イロニー）と呼ばれる。

### 抽象概念の明確化
プラトンが描くソクラテス像に則るならば、ソクラテスの業績・営みの特徴は、人生や社会に関わる抽象概念や曖昧な事柄を明確化しようとしたことにあると言える。ポリスの自由市民達が尊ぶ徳・正義・善・敬虔・節制（分別）・勇気……とは一体何なのか、あるいは、それを教えると称するソフィスト達、彼らが駆使する社会操縦術（説得術）である弁論術（レトリケー）等は、一体何であるのか、そういった曖昧なまま放置されている物事を、再度入念に吟味・検証することを彼は要求する。そして、そのためには、一方通行のまま疑問に答えてくれない弁論や書物では役に立たず、しっかりと質疑応答を経て合意を重ねながら対象を深く探求していける問答が必要になる。
なお、話をわかりやすくするために、そういった抽象概念や曖昧な事柄を、具体的・実用的な事柄に置き換えつつ問うのも、彼の特徴の一つだと言える。例えば、「医者は医術を教え、彫刻家は〜、建築家は〜、大工は〜、鍛冶屋は〜、靴屋は〜、ではソフィストは何を教えるのか？」などが典型である。また、抽象概念同士の関係性や数、一致性・不一致性、範疇・所属なども執拗に問うていく。こういった飽くなき概念の明晰化の追求、知識・人間の吟味と向上、これが彼の考えた愛知（哲学）の営みだと推察できる。
こういった一見現実社会に直接役立ちそうもない重箱の隅をつつくような思索を、青年期を過ぎてなお延々と続ける「子供じみた」営みと断定する人々、特に目の前の社会運営を優先する穏健で「大人な」人々や、弱肉強食な自然観・社会観を持っている「諦念的な」人々を苛立たせる。そして、『ゴルギアス』に登場するカルリクレスや、『国家』に登場するトラシュマコスなどのように、公然とソクラテスを非難する人々も出てくることになる。しかしながら、そうしてソクラテスを非難する人々が拠って立っている考えの曖昧さですら、ソクラテスにとっては明確化の対象であり、そういった人々もまた、格好のカモとして、ソクラテスの明確化の渦の中に巻き込まれていくことになる。
こうして、タレースなどミレトス学派（イオニア学派）に始まる自然哲学とは対照的な、人間・社会にまつわる概念を執拗に吟味・探求する哲学がソクラテスによって開始され、後にその弟子であるプラトン、更にその弟子であるアリストテレスが、（ピタゴラス教団やエレア派の影響を受けつつ）形而上学をそこに持ち込むことによって、その両者（「自然」と「人間・社会」）のあり方の説明を、包括的に一つの枠組みに統合・合理化したという見解が、一般的に広く受け入れられている。

### アレテー（徳／卓越性／有能性／優秀性）
彼の最も重視した概念はよい生き方としてのアレテー（αρετη、arete徳）である。「人間としての善＝徳」という意味で、人間のアレテーは魂をよりよくすることであり、刑罰もそのために有効だとする。また「アレテーを実践する者の人生は幸福である」という主張は、著書を残していないからプラトンの考えだという説もある。

### 社会契約論
『ソクラテスの弁明』の続編である『クリトン』において、死刑を待ち、拘留されているソクラテスに逃亡を促しに来た弟子のクリトンに対して、彼は「国家」「国法」という架空の対話者を持ち出し、「我々の庇護の下でおまえの父母が結婚し、おまえが生まれ、扶養され、教育された。祖国とは、父母や祖先よりも貴く、畏怖され、神聖なものである。また、この国家(アテナイ) が気に入らなければ、いつでも財産を持って外国や植民地に移住することが認められているのにもかかわらず、おまえは70歳の老人になるまで、ここに留まり、家庭をもうけ、ほとんど外国に行くことすらなかった。したがって、我々とおまえの間には合意と契約が成立しているのにもかかわらず、今さらそれを一方的に破棄して、逃亡を企てようというのか？そのような不正が許されるのか？」と彼自身を非難させ、クリトンに逃亡の説得を諦めさせた。
これは、中世・近代に様々に展開していくことになる社会契約論の原型とも言える。彼の弟子であるプラトンや、その弟子であるアリストテレスも、徳の概念と関連させつつ、様々な国家論を論じていくことになる。

### 自立（自律）
ソクラテスは、徳（善き生）などについての考えの形成（魂の世話）を、ソフィストのような他者の手に納得しないまま安易に委ねることを嫌った。そして、自身の考え（あるいは、「ダイモニオン」）に従い、おかしいと思うことは相手が誰であろうと忌憚無く問い、正しいと思うことは誰に反対されようとも実践すべきであることを身を以て示した。その結果、彼は自ら死刑を受け入れることになる。

### ダイモニオン
ソクラテスは時折「ダイモニオン」（超自然的・神的な合図・徴（しるし））を受け取ることがあったという。そして、それが彼の考えや行動の重要な指針にもなっている。彼によると、それは幼年時代からあらわれるようになった、一種の声（幻聴）であり、常に何事かを諫止・禁止する形であらわれ、何かを薦める形ではあらわれない。なお、こういったことを放言していたことが、「国家の信ずる神々を信ぜずして他の新しき神霊（ダイモニア）を信ずる」といった訴状の内容にも影響を与えたと考えられる。

## 著作をおこなわなかった理由
ソクラテスは、書記言語が野放しの状態で広まることを激しく非難していた。
ソクラテスは、話し言葉、つまり「生きている言葉」は、書き留められた言葉の「死んだ会話」とは違って、意味、音、旋律、強勢、抑揚およびリズムに満ちた、吟味と対話によって1枚ずつ皮をはぐように明らかにしていくことのできる動的実体であると考えた。書き留められた言葉は反論を許さず、柔軟性に欠けた沈黙であったので、ソクラテスが教育の核心と考えていた対話のプロセスにはそぐわなかったのである。
ソクラテスは、書き言葉が記憶を破壊すると考えた。個人的知識の基盤を形成するにふさわしい厳密さを期待できるのは暗記するという非常な努力を要するプロセスのみであり、そうして形成した知識基盤は教師との対話の中で磨いていくことができるという信念を抱いていたからである。
ソクラテスは、読字を恐れていたわけではないが、過剰な知識が必然的にもたらす結果、表面的な理解しかできないことを恐れていた。
ソクラテスは、よりよく知識を伝えるには、相手の理解に合わせて問いを投げかけて考えを促し、誤解を避けるために表現を選び、知識を伝える適切なタイミングを計ることが必要であり、それができるのは書物ではなく対話だけだと考えていた。

## ソクラテス問題
ソクラテスは自説を著作として残さなかったため、今日ではその生涯・思想共に他の著作家の作品を通してうかがい知ることができるのみである。これは「ソクラテス問題」として知られる一連の問題を発生させている。
同時代の作家の内、劇作家・詩人のアリストパネスは戯曲『雲』においてギリシャのソフィストたちを揶揄し、その筆頭としてソクラテスを挙げている。ここではソクラテスの言動は揶揄のために誇張されていると考えられる。
同じくソクラテスの弟子であるプラトンの記した一連の対話篇にはソクラテスが頻繁に登場する。しかしながら、特に『メノン』以降のソクラテスはプラトンの思想を表現するための人物として利用されている感がある。
他の弟子による文章の一部やプラトンの弟子にあたるアリストテレスによる記述をはじめ、後世の著作家による記述も残っている。
ソクラテスの弟子の一人とされるクセノポンは『ソクラテスの思い出』などソクラテスに関する文章を記しており、今日まで比較的よく保存されている。ただし、西洋哲学の場においては「一切の哲学はプラトンの注釈である」と言われるように、ソクラテスについての理解もプラトンの著作と思想（プラトン主義）を通じて行われる厚い伝統があり、クセノポンの描くソクラテスは通俗的で哲学者としての力量をとらえきれていないとする風潮がある。
また、ソクラテスは容姿はグロテスクで弟子のプラトンに「我が師ソクラテスは世界で1番醜い。しかし1番賢い。」と言われていた。

## クセノポンのソクラテス像
『ソクラテスの思い出』（以下『思い出』と略）でクセノポンが繰り返し強調しているのは、ソクラテスは「神々が目に見えないと言う理由で信じない者は、自分の心も目に見えないものであるということを忘れている」としている。クセノポンのソクラテスの態度はキリスト教の伝統的神秘主義に近い。
この書でのダイモニオンについてのソクラテスの解説はキリスト教の聖霊論に非常に類似している。また、「最高善」というものについては、ソクラテスが「人間は結局のところ何が最善なのか知り得ないのだから」と言って、神々にただ「善きものを与えたまえ」と祈るように勧めたという逸話もキリスト教の主祷文に通じる。根本的に違うのは、「敵を愛せよ」というナザレのイエスの教えがソクラテスにおいては、あたかも意図的であるかのように全く逆さまに書かれている点である（イエスの時代はソクラテスの時代の約四百年後）。これは、戦争に参加もしたソクラテスの根本姿勢がアテナイ民主制の伝統的価値観に依拠していることによるのであり、この点においてソクラテスをナザレのイエスよりも孔子に引き寄せて評価する立場もある。概して『思い出』におけるソクラテスはプラトンの登場人物としてのソクラテスよりも明瞭に宗教的人物である。
クセノポンは、ソクラテスは自分が裁判に訴えられたと知るとすぐさま反論を組み立て始めたが、ダイモニオンがそれを制止したと書いている。
ストア派の創始者であるキティオンのゼノンは商人時代に書店で『思い出』に出会ったことから哲学の道に入った。一般にストア派におけるソクラテスの影響はプラトンではなく、クセノポンを通じてのものである。

## 後世への影響

### ヘレニズム
ソクラテスが死後の哲学に与えた影響は計り知れないほど大きく、エピクロス派とピュロン派を除けば、ソクラテス以降ほとんどの哲学の起源が彼に求められる。ヘレニズムの時代における代表的な例としてはプラトンのアカデメイア、アリストテレスのリュケイオン、キュニコス派、ストア派などが中でもソクラテスの影響を強く受けた哲学の学派として挙げられる。そしてソクラテスの哲学に対する関心は紀元３世紀まで拡大し続けた。また、ソクラテス自身が人生の目的やアレテーとはいったい何かという問いに対し答えを示さなかったことにより、この時代の様々な学派はそれぞれの答えを主張し、ソクラテスの思想に異なる解釈をした。他にも彼によって、この時代から哲学の関心は自然界の理解から人間の理解へと移ってゆくことになる。

### 中世

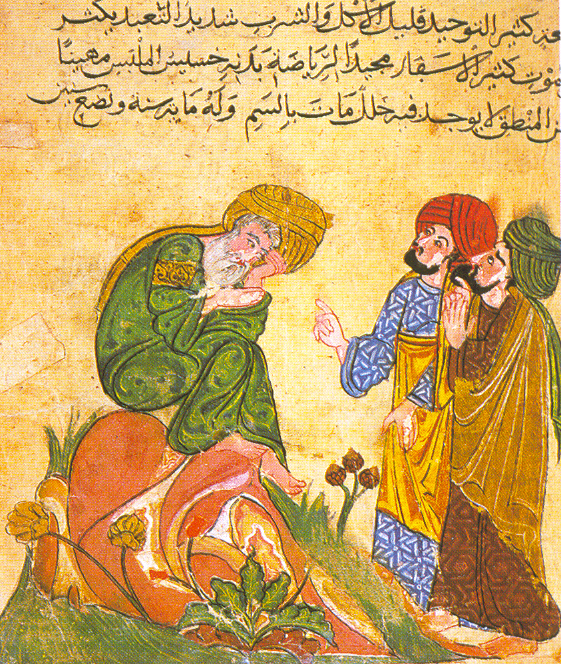
Al-Mubashshir ibn Fatik によるによるソクラテスに関する叙述

#### イスラム圏におけるソクラテス
そして中世になるとソクラテスの思想は、アリストテレスやストア学派の思想と並んで、イスラム中東に伝わった。プラトンのソクラテスに関する著作や他の古代ギリシャ文学は、アル・キンディー、ジャビール・イブン・ハイヤーン、ムゥタズィラといった初期のイスラム学者によってアラビア語に翻訳され、その中でソクラテスは、生き方に哲学を反映させる人物として、ムハンマドと対比され賞賛された。それに伴い中東ではソクラテスの教義はイスラムの信仰に合う形で改変されることになる。例としてこの時代のイスラムの学者は、ソクラテスを一神教と死後の救済を主張する哲学者として記している。これらによって、アラビア語圏におけるソクラテスの影響は現在もなお続いている。

#### ビザンツ帝国・ローマ下におけるソクラテス
また、ビザンツ帝国の下でもラクタンティウス、エウセビオス、アウグスティヌスなどのキリスト教神学者たちにより、ソクラテスに関する著作は保存され、キリスト教的観点から研究された。コンスタンティノープル陥落後も、多くの文献はローマ・キリスト教世界に持ち替えられ、そこでラテン語に翻訳されることになるものの、初めのうちはキリスト教徒によって懐疑的に扱われた。
しかしイタリア・ルネサンス初期に入り、ソクラテスに関する2つの物語が書かれ、一方で人文主義運動が高まることによって、作家たちはソクラテスに対する関心を復活させてゆくことになった 。

### 近現代

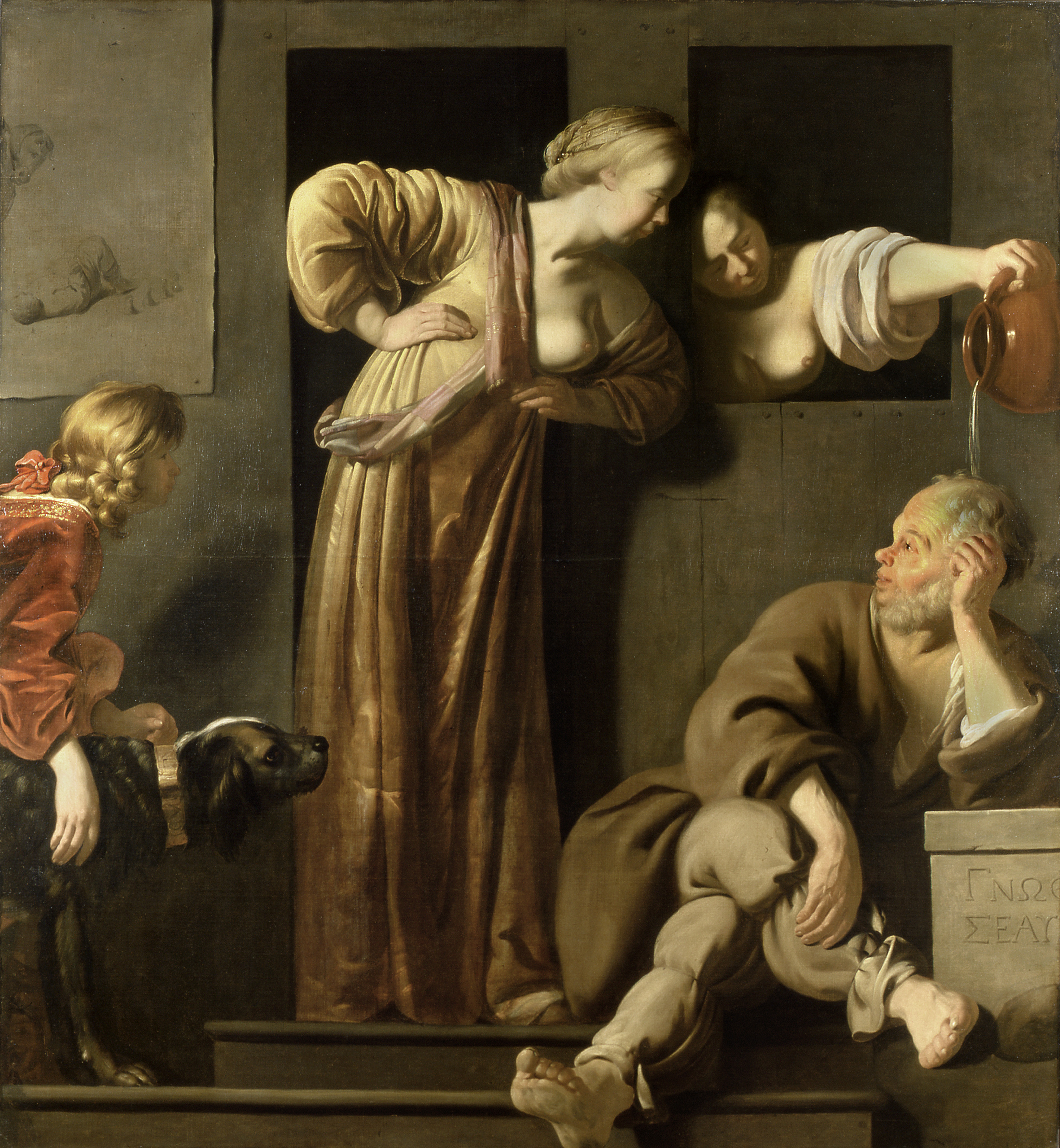
オランダ黄金時代の画家レイヤー・ファン・ブロンメンダールによる「ソクラテス、彼の二人の妻とアルキビアデス」

#### 近世フランスとソクラテス
近世フランスでは、さまざまな小説や風刺劇の中で、ソクラテスの哲学的思想よりもむしろ彼の私生活に焦点が置かれた。この時代、無神論で告発されたキリスト教徒のソクラテスを描いたテオフィル・ド・ヴィアウのように、同時代の論争を浮き彫りにするためにソクラテスを利用した思想家もいれば、ヴォルテールのようにソクラテスを理性に基づく神学者の象徴として扱う見方もあった。ミシェル・ド・モンテーニュは、ソクラテスを当時の宗教狂信者に対抗する合理主義と結びつけ、ソクラテスについて幅広く書いたことでも知られる。

#### ヘーゲル、ドイツ観念論とソクラテス
18世紀には、ドイツ観念論、主にヘーゲルの著作を通じて、ソクラテスに対する哲学的関心が復活した。ヘーゲルは、ソクラテスは、自由な主観性あるいは自己決定の原則を哲学に導入することによって、人類の歴史における転換点を作ったと考えた。しかしヘーゲルはソクラテスの功績を称える一方で、ソクラテスの自己決定への主張はシトリヒカイト（国家の制度や法律によって形成される生き方を意味するヘーゲルの言葉）を破壊するものであるとして、アテネの議会の判決を正当化する一面もある。またヘーゲルは、ソクラテスが合理主義を用いるのは、プロタゴラスが人間の理性に焦点を当てたこと（「人間は万物の尺度である」というモットーに集約されている）を継承したものであり、現実について客観的な結論に到達するのに役立つのは我々の理性である、と言い換えたものであると見ている。加えて、ヘーゲルはソクラテスを古代における懐疑哲学の先駆者とみなしたが、その理由を明確に説明することはなかった。

#### キルケゴールとソクラテス
またセーレン・キルケゴールはソクラテスを師と仰ぎ、彼に関する修士論文『ソクラテスの継続的参照とアイロニーの概念』を執筆した。そこでは、ソクラテスは道徳哲学者ではなく、純粋にアイロニストであると論じている。彼はまた、ソクラテスが書くことを避けたことにも注目した。キルケゴールよると彼が文字によって語ることを避けたのは、ソクラテスが自分の無知を受け入れたことに由来する謙虚さの表れであるという。そして彼はプラトンの『弁明』だけが本当のソクラテスのに近いとし、キルケゴールは著作群の中で何度もソクラテスについて言及し、後年の著作ではソクラテスの思想から倫理学的な要素を見出した。ソクラテスはキルケゴールにとって研究対象であっただけでなく、理想像でもあった。キルケゴールは哲学者としての自分のあり方をソクラテスになぞらえていた。キリスト教が形式にとらわれ本来の意味を見失っていると考えた彼は、「自分の仕事はソクラテスの仕事であり、キリスト教徒であることが何であるかの定義を考えることである」と語り、こうしてキルケゴールは、ソクラテスが知識の所有を否定したように、自身がキリスト教徒であることを否定した。

#### ニーチェとソクラテス
一方でフリードリヒ・ニーチェはソクラテスの西洋文化への影響を批判した。最初の著書『悲劇の誕生』（1872年）では、紀元前4世紀以降の古代ギリシャ文明の劣化の責任はソクラテスにあると論じた。またニーチェにとってソクラテスは、哲学の範囲をソクラテス以前の自然主義から合理主義や知識主義に変えた責任があるとした。彼は自身の著書の中で、「私はソクラテスではなく、彼以前の哲学者こそが古代ギリシアの先導者であると考えている。」「エンペドクレスとデモクリトスによってギリシアは人間存在、その理不尽さ、苦しみを正く理解する道を歩んでいた。しかしソクラテスのせいで人類はその答えに辿り着けないでいる」と批判する。つまり、ニーチェは、人間の文化が倒錯しているのは、今日の西洋文化がソクラテスより継承された文化であるからだと考えた。また後に出版された『偶像の黄昏』（1887年）において、ニーチェはソクラテスに対する批判を続け、ソクラテス的思考法における理性と美徳や幸福との恣意的な結びつきに焦点を当てた。

#### 20世紀とソクラテス

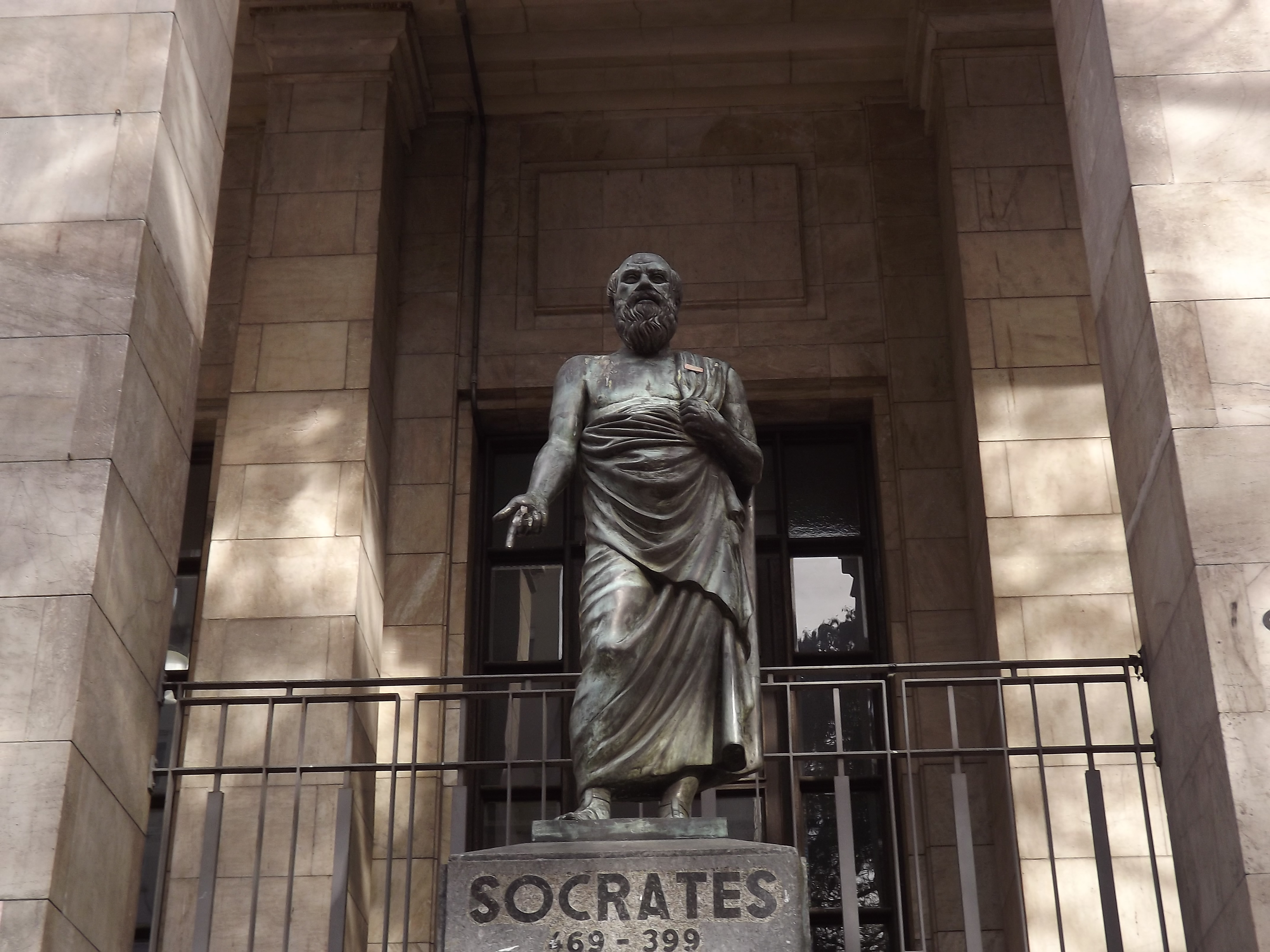
ウルグアイ国立図書館（モンテビデオ）の外にある、ソクラテスの像

２０世紀の大陸哲学者のハンナ・アーレント、レオ・シュトラウス、カール・ポパーは、全体主義体制の台頭、第二次世界大戦の恐怖を体験した後、ソクラテスに対し良心の象徴としての見方を強めた。アーレントは『エルサレムのアイヒマン』（1963年）の中で、ソクラテスの絶え間ない問いかけと自己反省が、悪の凡庸性を防ぐことができると示唆している。またシュトラウスは、ソクラテスの政治思想はプラトンと類似していると考え、プラトンの『共和国』に登場するソクラテスの主張が、民主的なポリスが理想的な国家形態でないことを例証していると考える。そしてポパーは、ソクラテスはプラトンの全体主義思想に反対していると主張する。ポパーにとって、ソクラテスの個人主義やアテネの民主主義は、『開かれた社会とその敵』（1945年）で述べられているポパーの「開かれた社会」の概念を反映していると語る。

## 弟子
- プラトン　（哲学者）
- クセノポン（軍人・著述家）
- アリスティッポス（キュレネ学派の開祖）
- エリスのパイドン（エリス学派の開祖）
- アルキビアデス（軍人・政治家）
- アンティステネス（キュニコス派（犬儒学派）の開祖）
- メガラのエウクレイデス（メガラ学派の開祖）
- アンブラキアのクレオンブロトス（哲学者）
- クリティアス (三十人僭主)（政治家）　など